# Ліаліс смугастий
Ліаліс смугастий (Lialis burtonis) — представник роду Ліаліс родини лусконогових. Інша назва «Ліаліс Бартона».

## Опис
Довжина сягає 60 см. Шкіра має світлий або оливковий колір з поздовжніми смугами або лініями. Звідси й походить його назва. Передні кінцівки відсутні, задні також практично повністю редукуються, залишаються 1-2 щільно прилягаючі до тіла лусочки. Зовнішнім виглядом, будовою та поведінкою дуже нагадує змій. Тіло вкрито дрібною однорідною лускою, і тільки з нижньої сторони розташовані більші черевні щитки. Голова подовжена й загострена на кінці. Щелепи несуть збільшені, загнуті назад зуби, призначені для утримування великої здобичі. Має видимий вушний отвір. Язик у цього ліаліса великий та м'ясистий. 

## Спосіб життя
Живе у напівпустелях, тропічних лісистих місцинах, чагарниках. Риє нори або ховається у норах гризунів. Активний уночі. Харчується зміями, дрібними ящірками, зокрема геконами та сцинками.
Це яйцекладні ящірки. Самиця смугастого ліаліса відкладає 2 яйця. 

## Розповсюдження
Мешкають практично по всі Австралії, окрім південних районів, на островах Ару, на о.Нова Гвінея.